# Milly Koss
Adele Milly Koss (* 11. Juli 1928; † 11. September 2012) war eine US-amerikanische Mathematikerin und Computerpionierin. Die Association for Women in Computing verlieh ihr 2000 einen Ada Lovelace Award.

## Leben und Werk
Koss besuchte die Philadelphia High School für Mädchen und schloss 1950 ihr Studium der Mathematik an der University of Pennsylvania mit einem Bachelor of Science ab. Während ihres ersten Vorstellungsgesprächs bei einer Versicherungsgesellschaft wurde die damals verlobte Koss aus dem Grund abgelehnt, dass verheiratete Frauen Kinder bekommen. Sie arbeitete ab 1950 bei der Eckert-Mauchly Computer Corporation (EMCC) unter Grace Hopper für die Programmierung des ersten in den USA hergestellten Computers UNIVAC I. Sie arbeitete dort mit Jean Bartik, Betty Holberton, Margery K. League und Hildegard Nidecker. Ihre Kollegin Jean Bartik erinnerte sich daran, dass Koss, als sie schwanger geworden war, sich an Hopper mit der Idee wandte, bei Bedarf von zu Hause aus zu arbeiten. Hopper ermutigte sie und Koss verhandelte ähnliche Vereinbarungen in mehreren nachfolgenden Posten.
Ihr erstes großes Projekt war die Entwicklung des so genannten Editing Generator, eines Programms zum automatischen Formatieren von Daten für den Druck. Sie war in der Lage, Ränder, Überschriften und Seitenzahlen im laufenden Betrieb zu erstellen und war die erste Programmiererin, die eine computergestützte Textverarbeitung versuchte. Während ihrer Zeit bei EMCC schrieb sie auch einige der ersten Sortierprogramme und mit Hopper den ersten Compiler. Nachdem sie für Burroughs Corporation, Remington Rand, Philco und andere Unternehmen gearbeitet hatte, wechselte sie an die Harvard University. Sie war dort stellvertretende Direktorin des Amtes für Informationstechnologie und Informationssicherheitsbeauftragte der Universität. Nach 27 Jahre Tätigkeit an der Universität ging sie 1994 in den Ruhestand.
Koss war 60 Jahre verheiratet mit Norman A. Koss, mit dem sie drei Kinder bekam.

## Auszeichnungen
1997 wurde sie als eine von sieben Frauen bei der Grace Hopper Celebration of Women in Computing mit einem Pioneer Award ausgezeichnet. 2000 verlieh ihr die Association for Women in Computing einen Ada Lovelace Award.

## Mitgliedschaften
- IEEE Computer Society
- Association for Computing Machinery
- Association for Women in Computing

## Veröffentlichungen (Auswahl)
- CDC, Raytheon, and Harvard University: Three Early Data Management Systems. In: IEEE Annals of the History of Computing. 29, Nr. 2, 2007, S. 55–65.
- Programming at Burroughs and Philco in the 1950s. In: IEEE Annals of the History of Computing. 25, Nr. 4, 2003, S. 40–50.
- Programming on the Univac 1: a woman's account. In: IEEE Annals of the History of Computing. Band 25, Nr. 1, Januar 2003, ISSN 1934-1547, S. 48–59, doi:10.1109/MAHC.2003.1179879 (ieee.org [abgerufen am 6. März 2021]).